# Loth Wanvoun
Loth Wanvoun (* 21. Oktober 2001 in Sô-Ava) ist ein beninischer Fußballspieler.

## Karriere

### Verein
Er begann seine Laufbahn als Fußballprofi in seinem Heimatland im Jahr 2021 bei dem erstklassigen Club AS Cotonou. In der Spielzeit 2021/22 hat er laut der Online-Datenbank National-Football-Teams.com zehn Tore erzielt. Die Tore neun und zehn fielen dabei im Spiel gegen AS Cavaliers, bei dem er sein Team als Kapitän anführte.

### Nationalmannschaft
Für die A-Nationalmannschaft des Benin kam Wanvoun erstmals 2022 zum Einsatz. Die Partie im Stade de l’Amitié gegen Ghana ging dabei mit 0:1 verloren.